# Джаркава, Леван Джамбулович
Леван Джамбулович Джаркава (23 мая 1988) — российский футболист, выступающий на позиции защитника и полузащитника. Сыграл 13 матчей и забил 1 гол в высшей лиге Армении, также играл за клубы первого и второго дивизионов России.

## Биография
В начале карьеры выступал за любительские команды Москвы и Подмосковья, также в сезоне 2009/10 провёл 4 матча за «Хапоэль» (Марморек) в одной из низших лиг Израиля, а в 2012 году играл за «Волочанин-Ратмир». Только в августе 2012 года, в 24-летнем возрасте дебютировал на профессиональном уровне в составе новороссийского «Черноморца», игравшего во втором дивизионе. Затем выступал во втором дивизионе за «Витязь» из Крымска и в ФНЛ за «Сахалин» из Южно-Сахалинска.
Весной 2015 года перешёл в армянский «Улисс». Дебютный матч в чемпионате Армении сыграл 1 марта 2015 года против «Бананца», свой единственный гол в чемпионате забил 23 мая 2015 года в ворота «Мики». Всего за полсезона сыграл 13 матчей в чемпионате и стал со своим клубом серебярным призёром. В начале следующего сезона сыграл два матча в Лиге Европы, затем вместе с группой игроков «Улисса» перешёл в российский «Армавир». В составе «Армавира» сыграл 15 матчей в ФНЛ и в конце 2015 года покинул команду.
Выступает в Москве за любительские команды по футболу, мини-футболу и футболу 8х8.